# Ľudovít Šterbák
Ľudovít Šterbák (1920 – 23. února 1990) byl slovenský fotbalista, obránce.

## Fotbalová kariéra
V československé lize hrál za ŠK Žilina. Nastoupil ve 194 ligových utkáních.

## Ligová bilance
| Ročník                                     | Zápasy | Góly | Klub           |
| ------------------------------------------ | ------ | ---- | -------------- |
| Státní liga 1945/46                        | -      | -    | ŠK Žilina      |
| Státní liga 1946/47                        | -      | -    | ŠK Žilina      |
| Státní liga 1947/48                        | -      | -    | ŠK Žilina      |
| Státní liga 1948                           | -      | -    | ŠK Žilina      |
| Celostátní československé mistrovství 1949 | -      | -    | Slovena Žilina |
| Celostátní československé mistrovství 1950 | -      | -    | Slovena Žilina |
| Mistrovství československé republiky 1951  | -      | -    | Slovena Žilina |
| Mistrovství československé republiky 1952  | -      | -    | Slovena Žilina |
| Přebor československé republiky 1954       | -      | -    | Iskra Žilina   |
| Přebor československé republiky 1955       | -      | -    | Iskra Žilina   |
| LIGA CELKEM                                | 194    | -    |                |